# Leudefredo I da Alsácia
 Leudefredo I da Alsácia, Leodefredo, Leudefredo ou Leudefrido nasceu por volta de 700, talvez na vila real de sua família em Koenigshoffen e morreu cerca de 767. Ele é o terceiro e último membro da família dos Eticônidas a ser duque da Alsácia.

## Família
Como filho mais velho, Leudefredo sucedeu a seu pai Adalberto da Alsácia em 722. Ele é neto de Ético-Adalrico da Alsácia, e sobrinho de Odília da Alsácia e o irmão de Eugénia da Alsácia. Adalberto, seu pai, construiu a residência real de Koenigshoffen e as abadias de Honau, e de São Estêvão de Estrasburgo, mas também o mosteiro de Vissemburgo. Os seus pais, Adalberto da Alsácia e Gerlinda de Pfalzel estão sepultado na abadia de São Estêvão.

## Biografia

### Infância

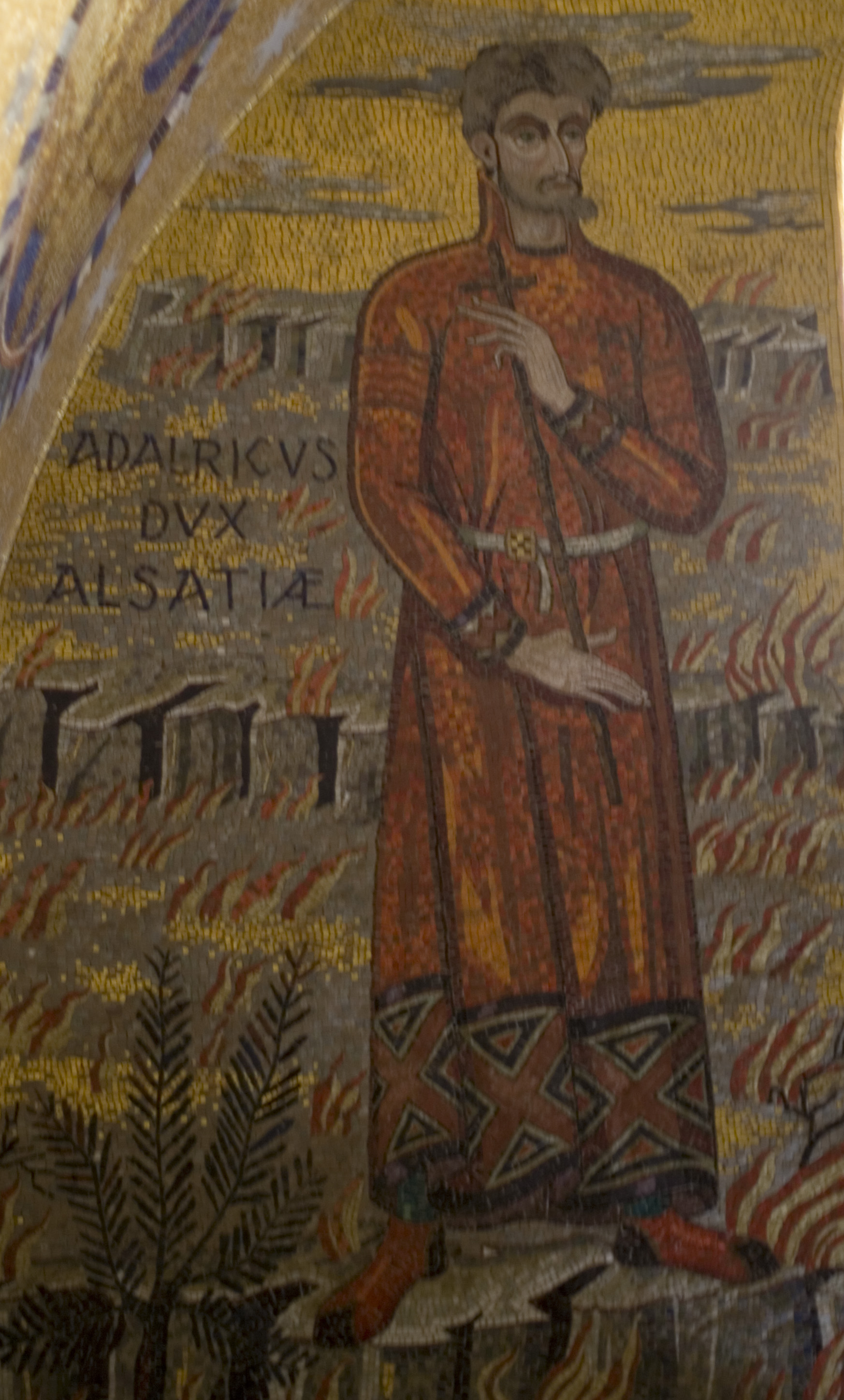
Mosaico retratando seu avô Eticão-Adalrico da Alsácia

Leudefredo I da Alsácia pode ter nascido na residência real de Koenigshoffen, onde ele passa boa parte da sua infância. A Alsácia é um ducado muito poderoso dentro da Austrasia em 722, quando ele sucede a seu pai. Ele é muito jovem.
O território que detém Leudefredo I da Alsácia não parece ter sido amputado ou expandido em relação ao ducado de seu pai. Ele está localizado a leste da crista de Vosges, da abadia de São Arbogasto de Surbourg, a sul do Sauer (rio), a sul da abadia de Moutier-Grandval. De acordo com um diploma do imperador Lotário I datando de 849, localizado no norte do Jura. Ele inclui a Brisgóvia e uma parte da planície do reno do outro lado do Reno.
Nos primeiros anos de 720, Leudefredo I da Alsácia fez o seu irmão mais novo, Eberardo conde do Sundgau. Mas, apesar das afirmações de dois historiadores, Eberardo nunca foi duque. Leudefredo I da Alsácia é constantemente referido como o duque de Alsácia nos diplomas de 722, 725, 728 e 730, enquanto o seu irmão não os assina com ele na sua qualidade de conde e domesticus regís.
Sabemos quando ele se tornou duque, após a assinatura de uma carta de doação feita em 722 à abadia de Honau. Num diploma concedido cerca do ano de 725 a um mosteiro, Teodorico IV, rei dos Francos, dá-lhe o mesmo título Leudefredo duci. Este príncipe também lhe dirige no ano de 724, o viro illustri Luthfrido, o privilégio de confirmação do mosteiro de Marmoutier, na Alsácia, no que ele descreveu como um homem ilustre. Ele assinou como duque.

### O seu casamento
Leudefredo I da Alsácia casou-se duas vezes, provavelmente com alsacianas: Hiltrudis (Hiltruda) e Teutila.

### Os mosteiros
Leudefredo I da Alsácia, continua a política de seus antepassados e desenvolve os mosteiros de Honau, de Vissemburgo, e a Abadia de Murbach. Ele instalou a sua corte em Estrasburgo, onde ele patrona o mosteiro de Vissemburgo em sete doações entre 734 e a sua morte. Ele amplia consideravelmente os mosteiros fundados pela sua família. Em 742, o duque Leudefredo I da Alsácia, fez uma doação para este abadia de quatro quintas em Heconheim, Hégeney.
Leudefredo está de boas relações com o bispo Edo de Estrasburgo (734-depois 760), um partidário de Carlos Martel.

### Um partidário de Carlos Martel

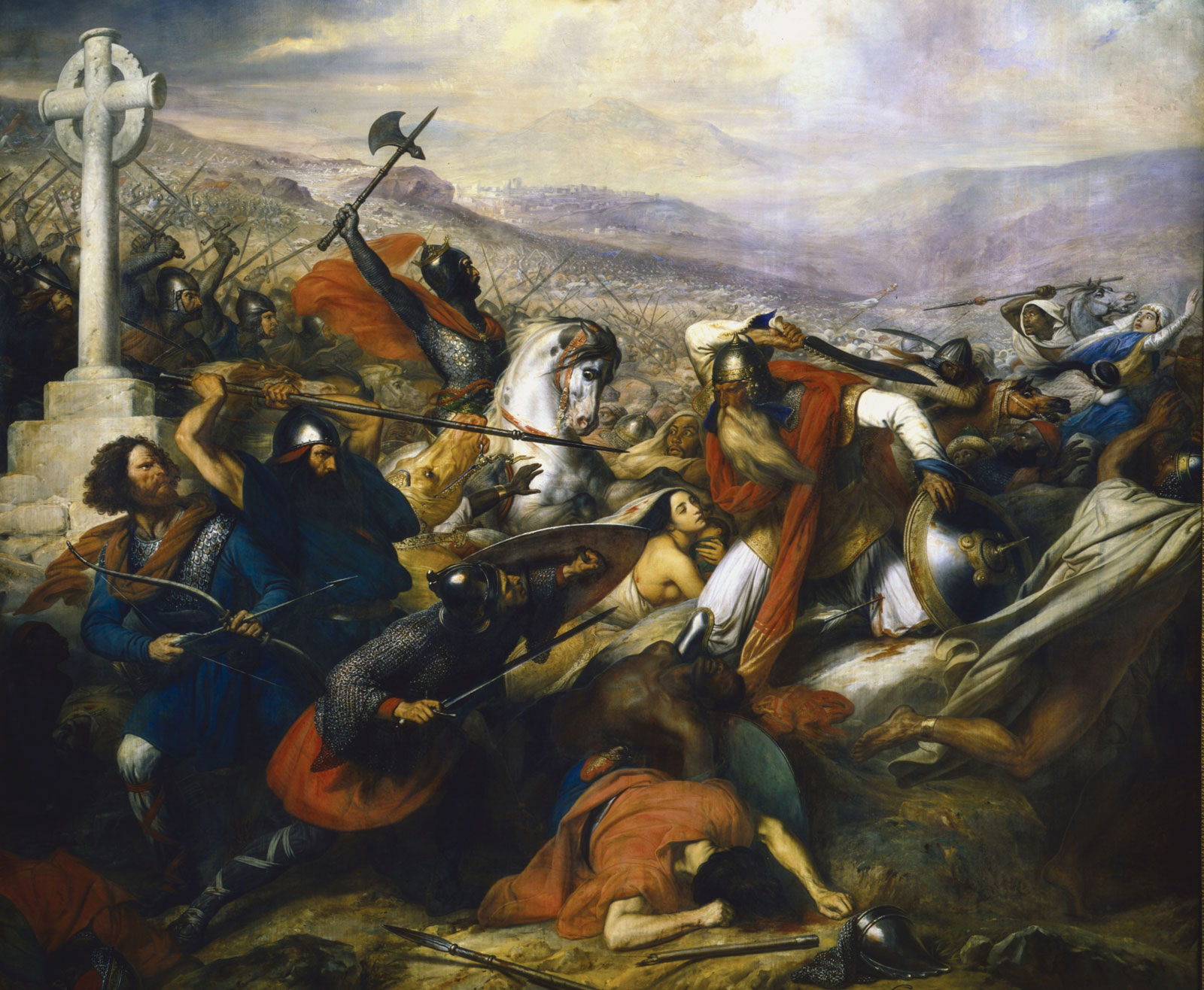
Carlos Martel, o conquistador dos Sarracenos na Batalha de Poitiers (732), também se bate no outro lado do Reno, com a ajuda de Leudefredo I da Alsácia

Leudefredo foi, provavelmente, um partidário de Carlos Martel nas suas guerras nos países localizados a leste do Reno (719- 746) que reconquista ou defende contra as incursões inimigas no reino dos Francos e de seus aliados. Leudefredo governa calmamente a Alsácia.
Leudefredo desaparece nos autos em 742, com seu filho Hildfrido, para a sua última carta, que é datada do primeiro ano do reinado de Carlomano (filho de Carlos Martel). Provavelmente, eles morreram lutando contra a Carolingios que querem tomar posse do ducado da Alsácia, uma espécie de agradecimento pela sua fidelidade ! É possível que Leudefredo perde a sua dignidade ducal em 730, ou pelo menos no seu tempo de vida.

### O castelo de Wasenburg
Encontramos no ano de 1842, na coleção pública oferecida à abadia de Vissemburgo, dois documentos que se relacionam com o castelo da Vassemburgo. Num deles, no ano de 730, o duque Leudefredo I da Alsácia e a sua esposa Hiltruda falam de uma promessa feita, na floresta de Fasenburg, ao abade Ermoaldo de Vissemburgo. É, neste documento apenas para o pagamento de impostos de aluguéis, de nove servos de Gœrsdorf e Preuschdorf, que foram cedidos por Adalberto, o pai de Leudefredo I da Alsácia, para A sua salvação no claustro de Saint-Pierre em Vissemburgo. Em qualquer caso, o abade Ermoaldo, vem de caçar em casa do duque Leudefredo.
Este valioso documento é datado de 733 em Estrasburgo, é uma das mais antigas evidências históricas. Na primeira metade do século VII, já havia uma floresta chamada Fasenburg e um castelo como é falado na propriedade dos duques de Alsácia.

### O vale de Sainte-Croix-aux-Mines

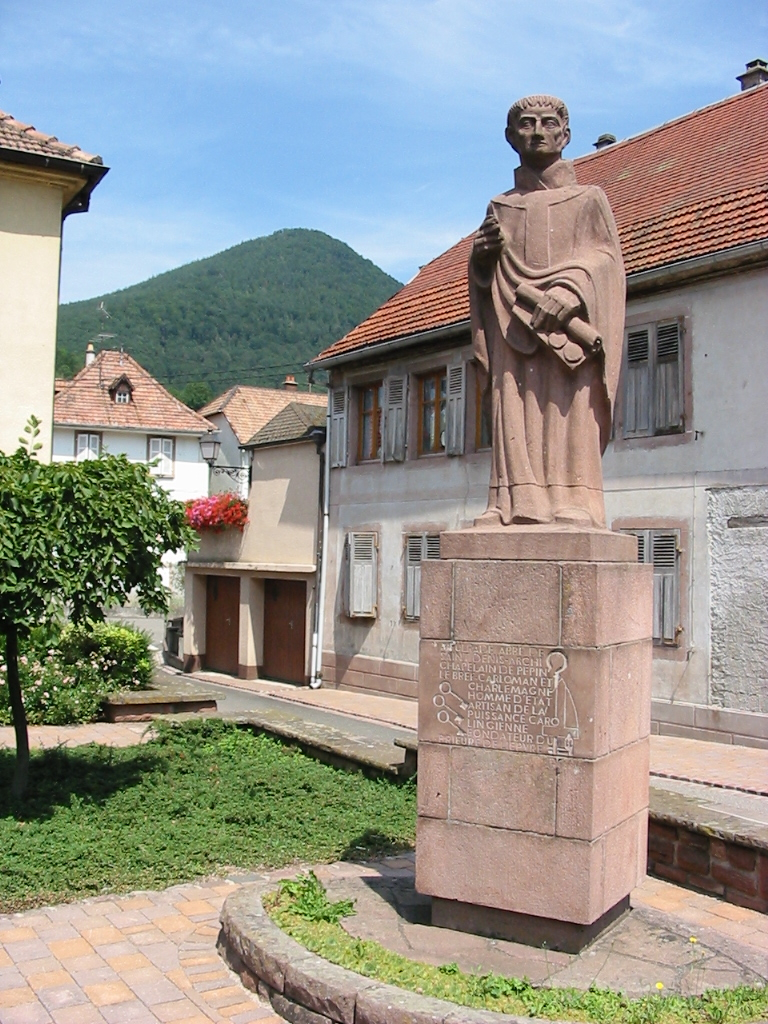
Uma estátua de Fulrado em Lièpvre

Leudefredo I da Alsácia, duque da Alsácia, como em toda a região da Alsácia possui terras no vale de Sainte-Croix-aux-Mines, no Petit Rombach, que, em seguida, passam para o seu filho Leudefredo II. Mas à morte de Leudefredo I da Alsácia, Pepino, o Breve desonra os membros dos Étihonidas e divide Alsácia em dois condados, o Nordgau e o Sundgau.
Riculfo, o conde da Alsácia, personagem de origem franca bastante importante, pai do abade Fulrado de Saint-Denis recebe na Alsácia imensas terras confiscadas aos Eticônidas do lado de Kintzheim. Em 750, Fulrado começa a construção de uma estrada que liga Lorena à Alsácia, que atravessa o Petit Rombach, sobre as terras pertencentes ao conde Leudefredo I da Alsácia, com a aprovação de Pepino, o Breve. Estas terras pertencentes aos Éticonidas permaneceram no seu domínio.

## Descendência
Leudefredo I da Alsácia desposa: Hiltruda (Hildevinda), nascida em 705. Eles têm dois filhos:
- Rutardo de Nordgau, conde do pago setentrional, que inclui a maior parte da Baixa-Alsácia até a Lauter e de Ortenau, na margem direita do Reno. Ele casou-se com Hirmensinda. Ele é chamado duque, como filho do duque, de acordo com a cortesia daqueles tempos. Ele funda e doa a várias abadias, especialmente aquelas de Gengenbach e Schwarzach (Bade-Vurtemberga) e morreu a 28 de janeiro de 765, sem filhos, que se compromete a elaborar a marcha de Ettenheim (Bade-Vurtemberga) ao bispado de Estrasburgo. Ele está enterrado, em Gengenbach, com Hirmesinda, sua esposa.[7]
- Leudefredo II de Sundgau (cerca de 745-800), conde de Sundgau.

### Fonte
- Guy Perny, Adalric, duque da Alsácia, ascendentes e descendentes, J. Do Bentzinger, 2004